# Physocephala herrerai
Physocephala herrerai är en tvåvingeart som beskrevs av Stuke och Skevington 2007. Physocephala herrerai ingår i släktet Physocephala och familjen stekelflugor.
Artens utbredningsområde är Costa Rica. Inga underarter finns listade i Catalogue of Life.